# Chi Cẩm chướng
Chi Cẩm chướng (danh pháp khoa học: Dianthus) là một chi của khoảng 300 loài trong thực vật có hoa của họ Cẩm chướng (Caryophyllaceae), có nguồn gốc chủ yếu ở châu Âu và châu Á, với một vài loài được tìm thấy ở miền bắc châu Phi, và một loài (D. repens) ở khu vực ven Bắc cực của Bắc Mỹ. Tên gọi chung trong tiếng Việt của các loài này là cẩm chướng. Tên gọi khoa học Dianthus có nguồn gốc từ tiếng Hy Lạp dios ("thần, thánh") và anthos ("hoa"), và nó được nhà thực vật học Hy Lạp Theophrastus (khoảng 370 TCN - 285 TCN) đặt ra.
Các loài trong chi này chủ yếu là cây thân thảo sống lâu năm, một số ít là một năm hay hai năm, và một số là các cây bụi thấp với thân dạng gỗ. Lá đơn, mọc đối, màu lục-xám hay lục-lam. Hoa có 5 cánh hoa, thường với mép nhăn, và gần như ở mọi loài thì có màu từ hồng nhạt tới sẫm. Một loài (D. knappii) có hoa màu vàng với phần ở giữa màu tím tía.
Các loài trong chi Dianthus bị ấu trùng của một số côn trùng thuộc bộ Cánh vẩy (Lepidoptera) phá hại, như Mamestra brassicae, Gymnoscelis rufifasciata, Noctua pronuba và Hadena bicruris. Ngoài ra, ba loài của chi Coleophora chỉ phá hại các loài của chi Dianthus là: C. dianthi, C. dianthivora và C. musculella (chỉ trên D. suberbus).

## Các loài
- Dianthus acantholimonoides Schischk.
- Dianthus acicularis Fisch. ex Ledeb.
- Dianthus acrochlonis Stapf
- Dianthus afghanicus Rech.f. - Cẩm chướng A Phú Hãn
- Dianthus agrostolepis Rech.f.
- Dianthus akdaghensis Gemici & Leblebici
- Dianthus albens Aiton
- Dianthus algetanus Graells ex F.N.Williams
- Dianthus alpinus L. - Cẩm chướng núi cao

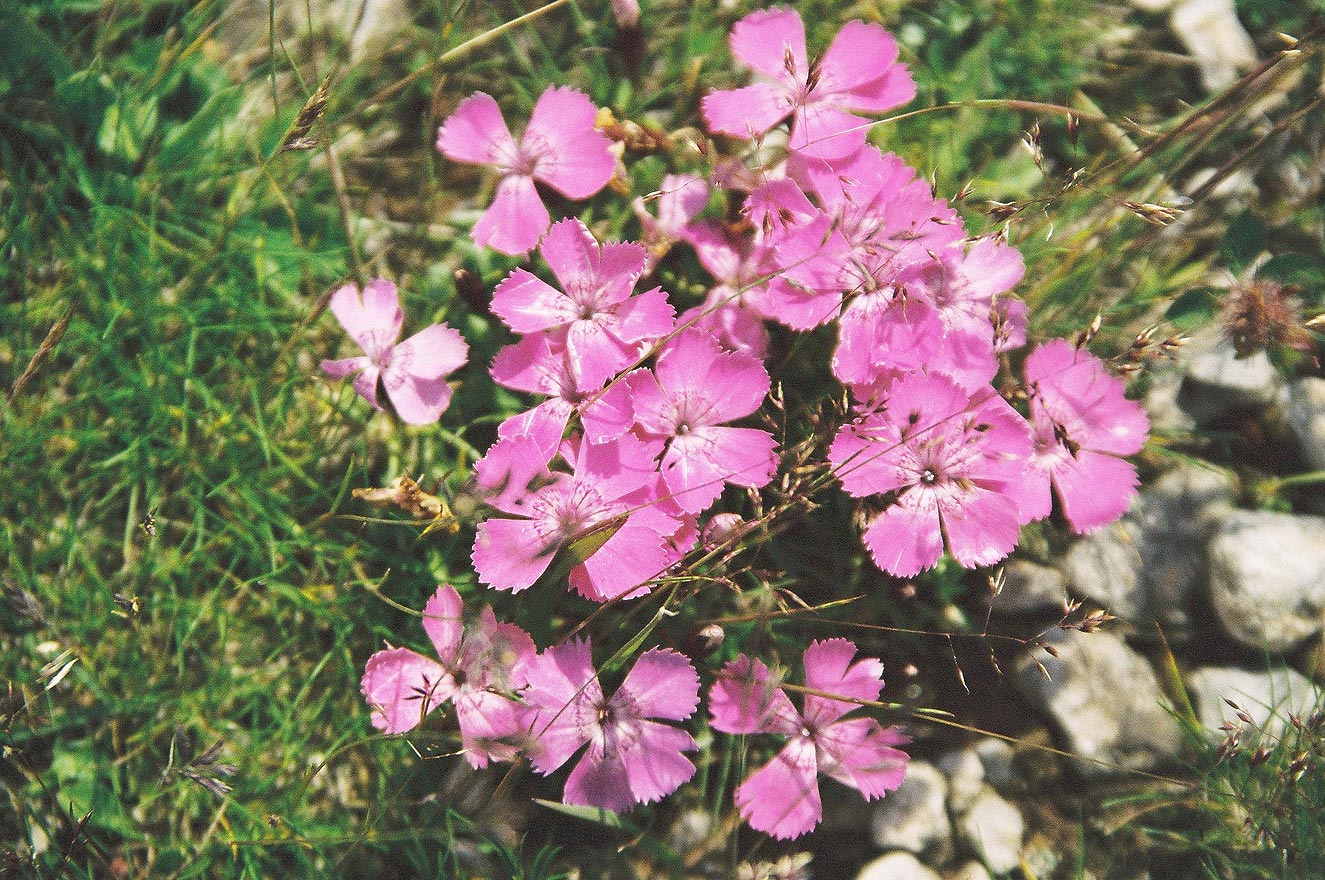
Dianthus alpinus

- Dianthus anatolicus Boiss. - Cẩm chướng Thổ Nhĩ Kỳ
- Dianthus ancyrensis Hausskn. & Bornm.
- Dianthus andronakii Woronow ex Schischk.
- Dianthus androsaceus (Boiss. & Heldr.) Hayek
- Dianthus andrzejowskianus Kulcz.
- Dianthus angolensis Hiern ex F.N.Williams - Cẩm chướng Angola
- Dianthus angrenicus Vved.
- Dianthus angulatus Royle
- Dianthus anticarius Boiss. & Reut.
- Dianthus arenarius L.
- Dianthus armeria – Cẩm chướng Deptford

- Dianthus arpadianus Ade & Bornm.
- Dianthus arrosti C.Presl
- Dianthus artignanii Sennen
- Dianthus atlanticus Pomel
- Dianthus attenuatus Pavlov
- Dianthus austroiranicus Lemperg
- Dianthus awaricus Kharadze

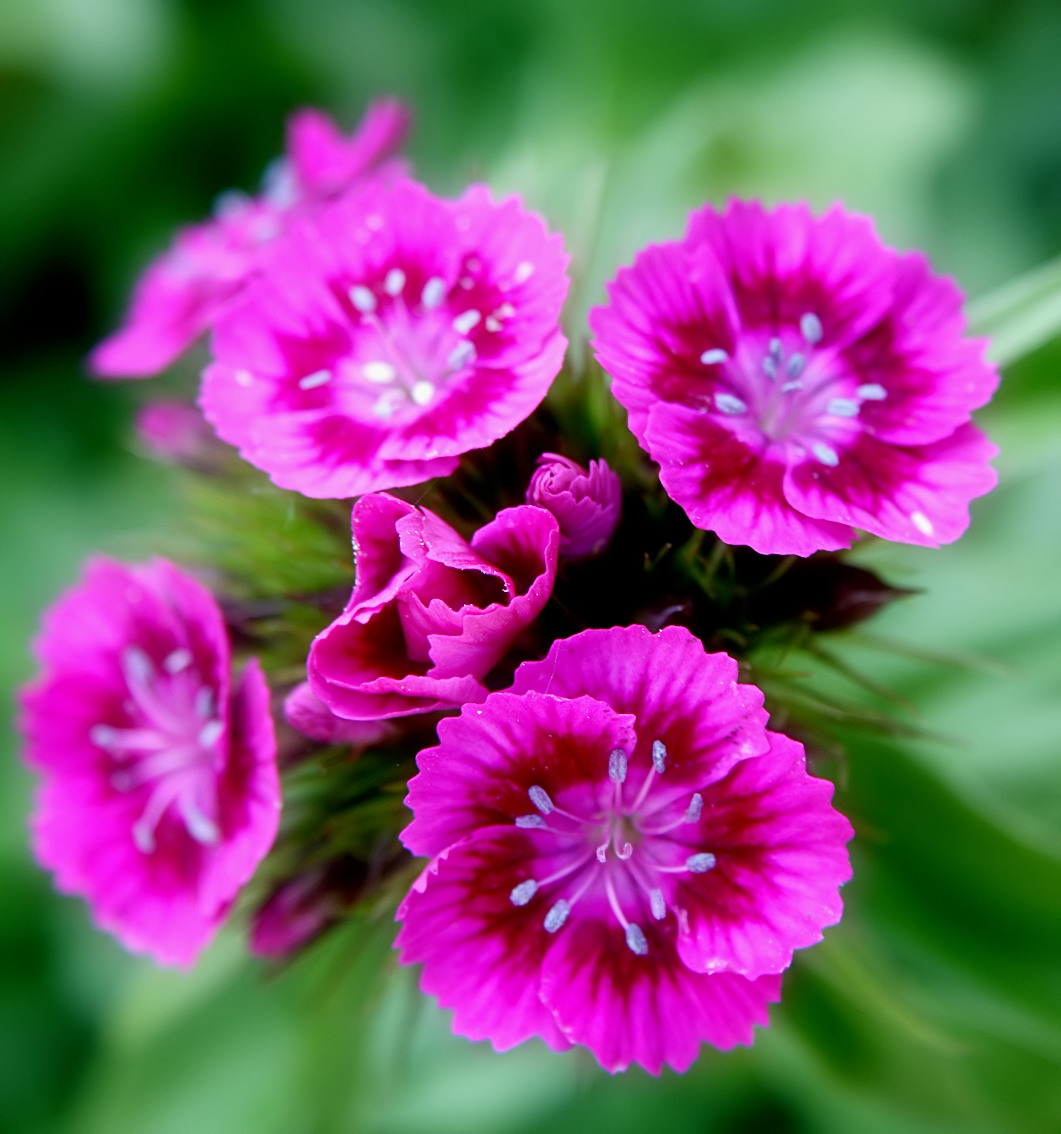
Cẩm chướng thơm lùn (Dianthus barbatus)

- Dianthus aydogdui Menemen & Hamzaoglu
- Dianthus aytachii C.Vural
- Dianthus azkurensis Sosn.
- Dianthus balansae Boiss.
- Dianthus balbisii Ser.
- Dianthus barbatus L. – Cẩm chướng thơm lùn
- Dianthus basianicus Boiss. & Hausskn.
- Dianthus basuticus Burtt Davy
- Dianthus benearnensis Loret
- Dianthus bessarabicus (Kleopow) Klokov
- Dianthus biflorus Adam
- Dianthus biflorus Sm.
- Dianthus binaludensis Rech.f.
- Dianthus bolusii Burtt Davy
- Dianthus borbasii Vandas
- Dianthus brachycalyx A.Huet & É.Huet ex Bacch., Brullo, Casti & Giusso
- Dianthus brevicaulis Fenzl
- Dianthus brevipetalus Vved.
- Dianthus broteroi Boiss. & Reut.
- Dianthus brutius Brullo, Scelsi & Spamp.
- Dianthus bucoviensis Klokov
- Dianthus burchellii Ser.
- Dianthus busambrae Soldano & F.Conti
- Dianthus cachemiricus Edgew. & Hook.f.
- Dianthus caespitosus Thunb.
- Dianthus callizonus Schott & Kotschy
- Dianthus campestris M.Bieb.
- Dianthus canescens K.Koch
- Dianthus capitatus J.St.-Hil.
- Dianthus carbonatus Klokov
- Dianthus carmelitarum Reut. ex Boiss.
- Dianthus carthusianorum L. – Cẩm chướng Carthusia
- Dianthus caryophyllus L. - Cẩm chướng thơm

- Dianthus caucaseus Sims

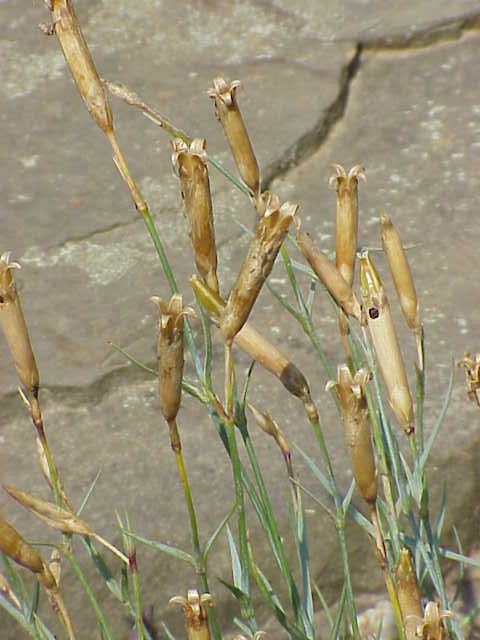
Đầu hạt của Dianthus caryophyllus

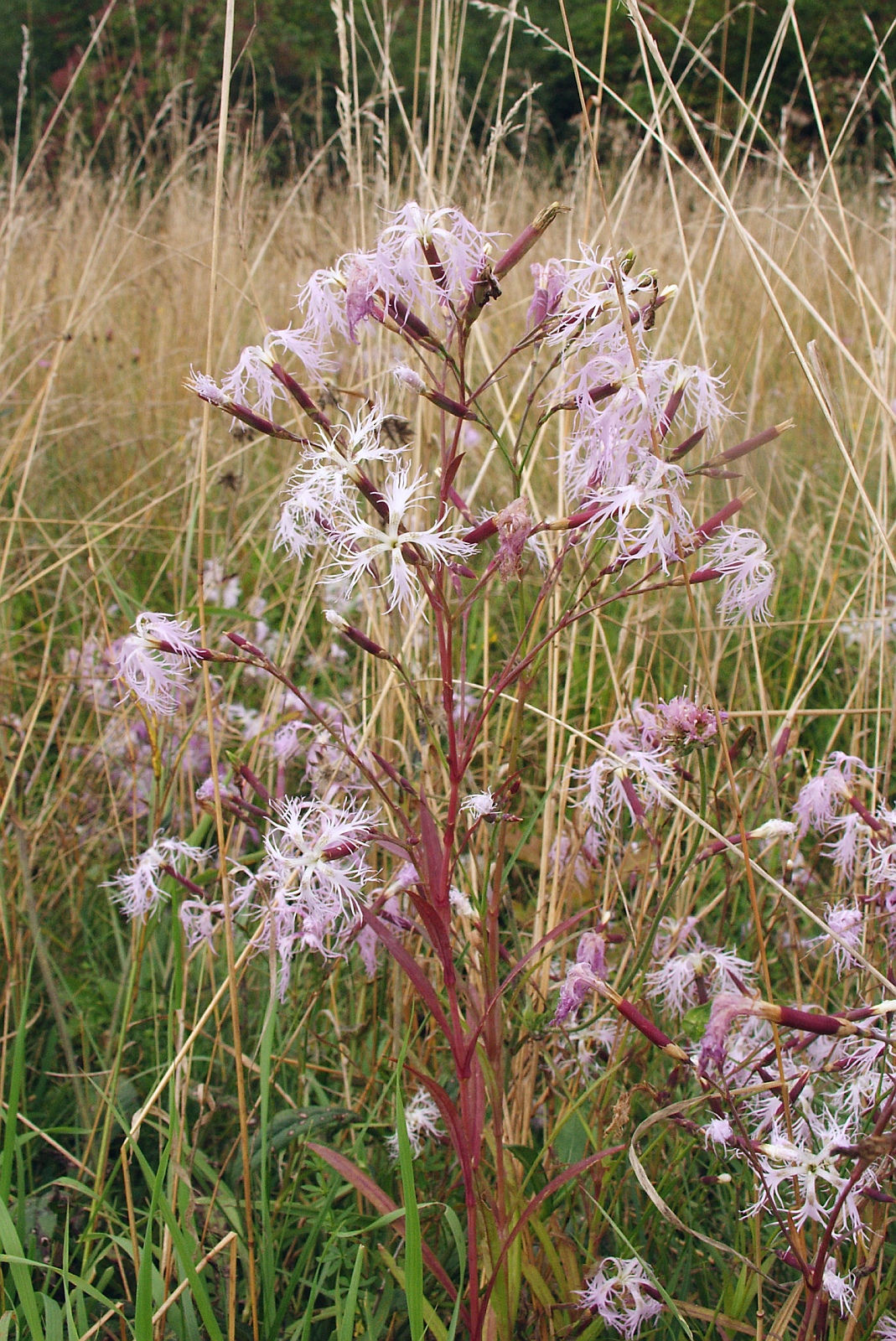
Dianthus superbus

- Dianthus charadzeae Gagnidze & Gvin.
- Dianthus charidemi Pau
- Dianthus chimanimaniensis S.S.Hooper
- Dianthus chinensis L. - Cẩm chướng gấm
- Dianthus chouardii Dobignard
- Dianthus cibrarius Clem.
- Dianthus ciliatus Guss.
- Dianthus cincinnatus Lem.
- Dianthus cinnamomeus Sm.
- Dianthus cintranus Boiss. & Reut.
- Dianthus collinus Waldst. & Kit.
- Dianthus corymbosus Sm.
- Dianthus costae Willk.
- Dianthus courtoisii Rchb.
- Dianthus crenatus Thunb.
- Dianthus cretaceus Adam
- Dianthus cribrarius Clementi
- Dianthus crinitus Sm.
- Dianthus cruentus Griseb.
- Dianthus cyathophorus Moris
- Dianthus cyprius A.K.Jacks. & Turrill
- Dianthus cyri Fisch. & C.A.Mey.
- Dianthus daghestanicus Kharadze
- Dianthus darvazicus Lincz.
- Dianthus deltoides L. – Cẩm chướng trinh nữ
- Dianthus denaicus Assadi
- Dianthus deserti Kotschy
- Dianthus desideratus Strid
- Dianthus diffusus Sm.
- Dianthus dilepis Rech.f.
- Dianthus diversifolius Assadi
- Dianthus dmanissianus M.L.Kuzmina
- Dianthus dobrogensis Prodán
- Dianthus edetanus (M.B.Crespo & Mateo) M.B.Crespo & Mateo
- Dianthus elatus Ledeb.
- Dianthus elbrusensis Kharadze
- Dianthus eldivenus Czeczott
- Dianthus elegans d'Urv.
- Dianthus elymaiticus Hausskn. & Bornm.
- Dianthus engleri Hausskn. & Bornm.
- Dianthus eretmopetalus Stapf
- Dianthus ernesti-mayeri Micevski & Matevski
- Dianthus erythrocoleus Boiss.
- Dianthus eugeniae Kleopow
- Dianthus excelsus S.S.Hooper
- Dianthus falconeri Edgew. & Hook.f.
- Dianthus fallens Timb.-Lagr.
- Dianthus ferrugineus Mill.
- Dianthus floribundus Boiss.
- Dianthus formanekii Borbás ex Formánek
- Dianthus fragrans M.Bieb.
- Dianthus freynii Vandas
- Dianthus fruticosus L.
- Dianthus furcatus Balb.
- Dianthus gasparrinii Guss.
- Dianthus genargenteus Bacch., Brullo, Casti & Giusso
- Dianthus giganteiformis Borbás
- Dianthus giganteus d'Urv.
- Dianthus glacialis Haenke
- Dianthus glutinosus Boiss. & Heldr.
- Dianthus goerkii Hartvig & Strid
- Dianthus gracilis Sm.
- Dianthus graminifolius C.Presl
- Dianthus graniticus Jord.
- Dianthus gratianopolitanus Vill. – Cẩm chướng Cheddar
- Dianthus grossheimii Schischk.
- Dianthus guessfeldtianus Muschl.
- Dianthus guliae Janka
- Dianthus guttatus M.Bieb.
- Dianthus gyspergerae Rouy
- Dianthus haematocalyx Boiss. & Heldr.
- Dianthus hafezii Assadi
- Dianthus harrissii Rech.f.
- Dianthus helenae Vved.
- Dianthus hellwigii Borbás ex Asch.
- Dianthus helveticorum M.Laínz
- Dianthus henteri Heuff. ex Griseb. & Schenk
- Dianthus hoeltzeri C.Winkl.
- Dianthus holopetalus Turcz.
- Dianthus humilis Willd. ex Ledeb.
- Dianthus hymenolepis Boiss.
- Dianthus hypanicus Andrz.
- Dianthus hyrcanicus Rech.f.
- Dianthus hyssopifolius L.
- Dianthus ichnusae Bacch., Brullo, Casti & Giusso
- Dianthus imereticus (Rupr.) Schischk.
- Dianthus inamoenus Schischk.
- Dianthus ingoldbyi Turrill
- Dianthus insularis Bacch., Brullo, Casti & Giusso
- Dianthus integer Vis.
- Dianthus jacobsii Rech.f.
- Dianthus jacquemontii Edgew. & Hook.f.
- Dianthus jaczonis Asch.
- Dianthus japigicus Bianco & S.Brullo
- Dianthus japonicus Thunb.
- Dianthus jaroslavii Galushko
- Dianthus javorkae Kárpáti
- Dianthus juniperinus Sm.
- Dianthus juzeptchukii M.L.Kuzmina
- Dianthus kapinaensis Markgr. & Lindtner
- Dianthus karami (Boiss.) Mouterde
- Dianthus karataviensis Pavlov
- Dianthus kastembeluensis Freyn & Sint.
- Dianthus ketzkhovelii Makaschv.
- Dianthus khamiesbergensis Sond.
- Dianthus kirghizicus Schischk.
- Dianthus kiusianus Makino
- Dianthus klokovii Knjasev
- Dianthus knappii (Pant.) Asch. & Kanitz ex Borbás
- Dianthus kubanensis Schischk.
- Dianthus kuschakewiczii Regel & Schmalh.
- Dianthus kusnezowii Marcow.
- Dianthus lactiflorus Fenzl
- Dianthus laingsburgensis S.S.Hooper
- Dianthus lanceolatus Steven ex Rchb.
- Dianthus langeanus Willk.
- Dianthus laricifolius Boiss. & Reut.
- Dianthus legionensis (Willk.) F.N.Williams
- Dianthus lenkoranicus Kharadze
- Dianthus leptoloma Steud. ex A.Rich.
- Dianthus leptopetalus Willd.
- Dianthus leucophaeus Sm.
- Dianthus leucophoeniceus Dörfl. & Hayek
- Dianthus libanotis Labill.
- Dianthus lindbergii Riedl
- Dianthus longicalyx Miq.
- Dianthus longicaulis Ten.
- Dianthus longiglumis Delile
- Dianthus longivaginatus Rech.f.
- Dianthus lorberi Kubát & Abtová
- Dianthus lusitanus Brot.
- Dianthus lydus Boiss.
- Dianthus macranthoides Hausskn. ex Bornm.
- Dianthus macranthus Boiss.
- Dianthus marschallii Schischk.
- Dianthus martuniensis M.L.Kuzmina
- Dianthus masmenaeus Boiss.
- Dianthus mazanderanicus Rech.f.
- Dianthus melandrioides Pau
- Dianthus membranaceus Borbás
- Dianthus mercurii Heldr.
- Dianthus micranthus Boiss. & Heldr.
- Dianthus microlepsis Boiss.
- Dianthus micropetalus Ser.
- Dianthus moesiacus Vis. & Pančić
- Dianthus monadelphus Vent.
- Dianthus mooiensis B.S.Williams
- Dianthus morisianus Vals.
- Dianthus mossanus Bacch., Brullo
- Dianthus multicaulis Boiss. & A.Huet
- Dianthus multiceps Costa ex Willk.
- Dianthus multisquamatus F.N.Williams
- Dianthus multisquameus Bondarenko & R.M.Vinogr.
- Dianthus muschianus Kotschy ex Boiss.
- Dianthus myrtinervius Griseb.
- Dianthus namaensis Schinz
- Dianthus nangarharicus Rech.f.
- Dianthus nanshanicus Chang Y.Yang & L.X.Dong
- Dianthus nardiformis Janka
- Dianthus nihatii Güner
- Dianthus nitidus Waldst. & Kit.
- Dianthus nodosus Tausch
- Dianthus oliastrae Bacch., Brullo, Casti & Giusso
- Dianthus orientalis Adams
- Dianthus oschtenicus Galushko
- Dianthus paghmanicus Rech.f.
- Dianthus palinensis S.S.Ying
- Dianthus pallens Sibth. & Sm.
- Dianthus pallidiflorus Ser.
- Dianthus pamiralaicus Lincz.
- Dianthus patentisquameus Bondarenko & R.M.Vinogr.
- Dianthus pavlovii Lazkov
- Dianthus pavonius Tausch
- Dianthus pelviformis Heuff.
- Dianthus pendulus Boiss. & Blanche
- Dianthus persicus Hausskn.
- Dianthus petraeus Waldst. & Kit.
- Dianthus pinifolius Sm.
- Dianthus plumarius L. – Cẩm chướng dại, Cẩm chướng cỏ
- Dianthus plumbeus Schischk.
- Dianthus polylepis Bien. ex Boiss.
- Dianthus polymorphus M.Bieb.
- Dianthus pratensis M.Bieb.
- Dianthus pseudarmeria M.Bieb.
- Dianthus pseudobarbatus Bess. ex Ledeb.
- Dianthus pungens L.
- Dianthus purpureimaculatus Podlech
- Dianthus pygmaeus Hayata
- Dianthus pyrenaicus Pourr.
- Dianthus raddeanus Vierh.
- Dianthus ramosissimus Pall. ex Poir.
- Dianthus recognitus Schischk.
- Dianthus repens Willd. – Cẩm chướng Bắc cực
- Dianthus rigidus M.Bieb.
- Dianthus robustus Boiss. & Kotschy
- Dianthus roseoluteus Velen.
- Dianthus rudbaricus Assadi
- Dianthus rupicola Biv.
- Dianthus ruprechtii Schischk. ex Grossh.
- Dianthus sachalinensis Barkalov & Prob.
- Dianthus saetabensis Rouy
- Dianthus sahandicus Assadi
- Dianthus sardous Bacch., Brullo, Casti & Giusso
- Dianthus saxatilis F.W.Schmidt
- Dianthus scaber Chaix
- Dianthus scardicus Wettst.
- Dianthus schemachensis Schischk.
- Dianthus seguieri Vill.
- Dianthus seidlitzii Boiss.
- Dianthus semenovii (Regel & Herder) Vierh.
- Dianthus seravschanicus Schischk.
- Dianthus serbicus (Wettst.) Hayek
- Dianthus serotinus Waldst. & Kit.
- Dianthus serratifolius Sm.
- Dianthus serrulatus Desf.
- Dianthus sessiliflorus Boiss.
- Dianthus setisquameus Hausskn. & Bornm.
- Dianthus shinanensis (Yatabe) Makino
- Dianthus siculus C.Presl
- Dianthus simulans Stoj. & Stef. ex Stef. & Jordanov
- Dianthus sinaicus Boiss.
- Dianthus siphonocalyx Blakelock
- Dianthus sphacioticus Boiss. & Heldr.
- Dianthus spiculifolius Schur
- Dianthus squarrosus M.Bieb.
- Dianthus stamatiadae Rech.f.
- Dianthus stapfii Lemperg
- Dianthus stellaris Camarda
- Dianthus stenocephalus Boiss.
- Dianthus stenopetalus Griseb.
- Dianthus stepanovae Barkalov & Prob.
- Dianthus sternbergii Sieber ex Capelli
- Dianthus stramineus Boiss. & Heldr.
- Dianthus stribrnyi Velen.
- Dianthus strictus Banks ex Sol.
- Dianthus strymonis Rech.f.
- Dianthus subacaulis Vill.
- Dianthus subaphyllus (Lemperg) Rech.f.
- Dianthus subfissus Rouy & Foucaud
- Dianthus subscabridus Lincz.
- Dianthus superbus L. – Cẩm chướng lớn
- Dianthus sylvestris Wulfen
- Dianthus szowitisianus Boiss.
- Dianthus tabrisianus Bien. ex Boiss.
- Dianthus talyschensis Boiss. & Buhse
- Dianthus tarentinus Lacaita
- Dianthus tenuiflorus Griseb.
- Dianthus thunbergii S.S.Hooper
- Dianthus tianschanicus Schischk.
- Dianthus tichomirovii Devyatov, Taisumov & Teimurov
- Dianthus tlaratensis Husseinov
- Dianthus toletanus Boiss. & Reut.
- Dianthus transvaalensis Burtt Davy
- Dianthus trifasciculatus Kit.
- Dianthus tripunctatus Sm.
- Dianthus tristis Velen.
- Dianthus turkestanicus Preobr.
- Dianthus tymphresteus (Boiss. & Spruner) Heldr. & Sart. ex Boiss.
- Dianthus ugamicus Vved.
- Dianthus uniflorus Forssk.
- Dianthus uralensis Korsh.
- Dianthus urumoffii Stoj. & Acht.
- Dianthus uzbekistanicus Lincz.
- Dianthus vigoi M.Laínz
- Dianthus virgatus Pasq.
- Dianthus viridescens Clem.
- Dianthus viscidus Bory & Chaub.
- Dianthus vladimirii Galushko
- Dianthus volgicus Juz.
- Dianthus vulturius Guss. & Ten.
- Dianthus warionii Bucq. & Timb.-Lagr.
- Dianthus webbianus Parl. ex Vis.
- Dianthus woroschilovii Barkalov & Prob.
- Dianthus xylorrhizus Boiss. & Heldr.
- Dianthus zederbaueri Vierh.
- Dianthus zeyheri Sond.
- Dianthus zonatus Fenzl

## Gallery

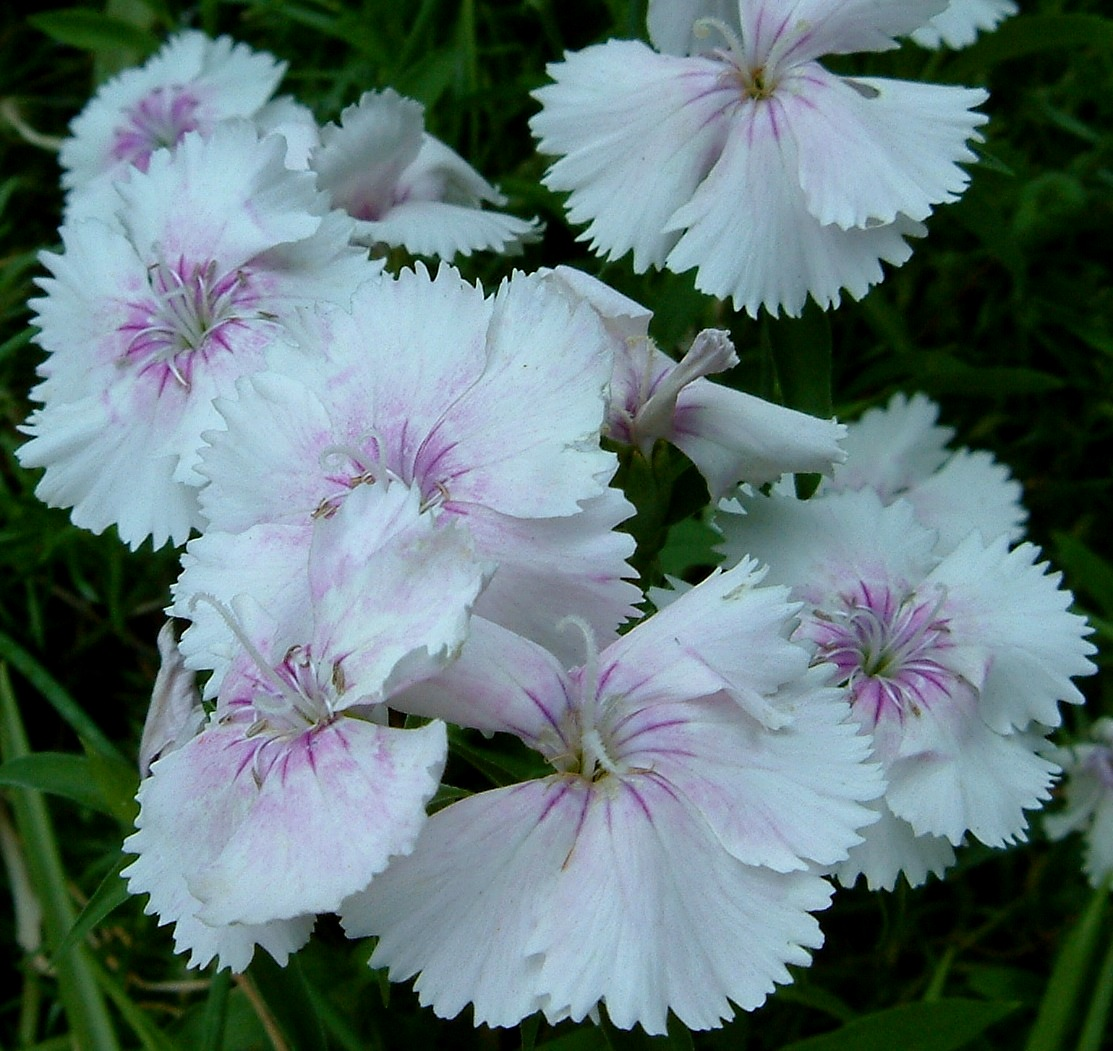
Dianthus barbatus
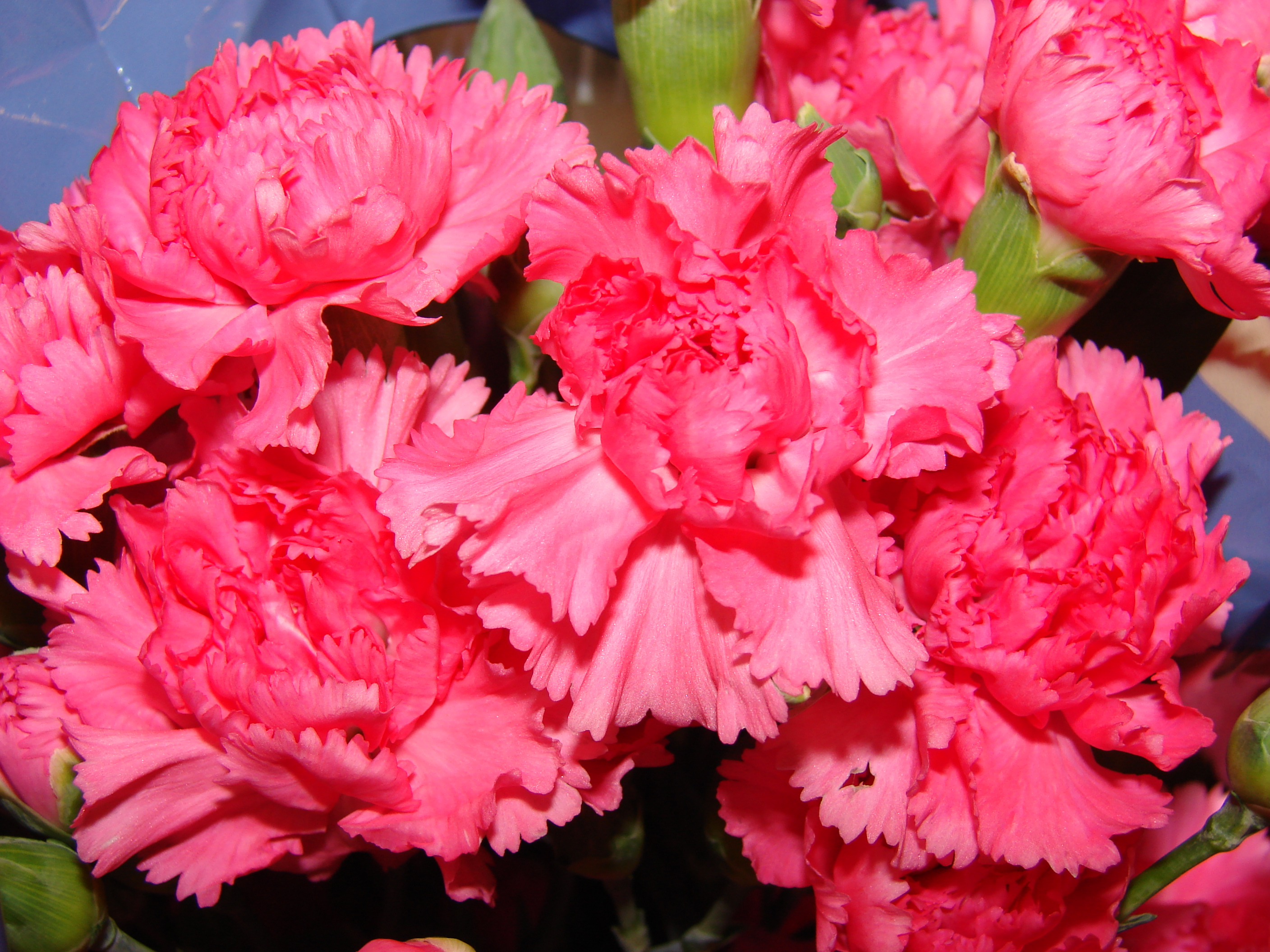
Carnation D. caryophyllus
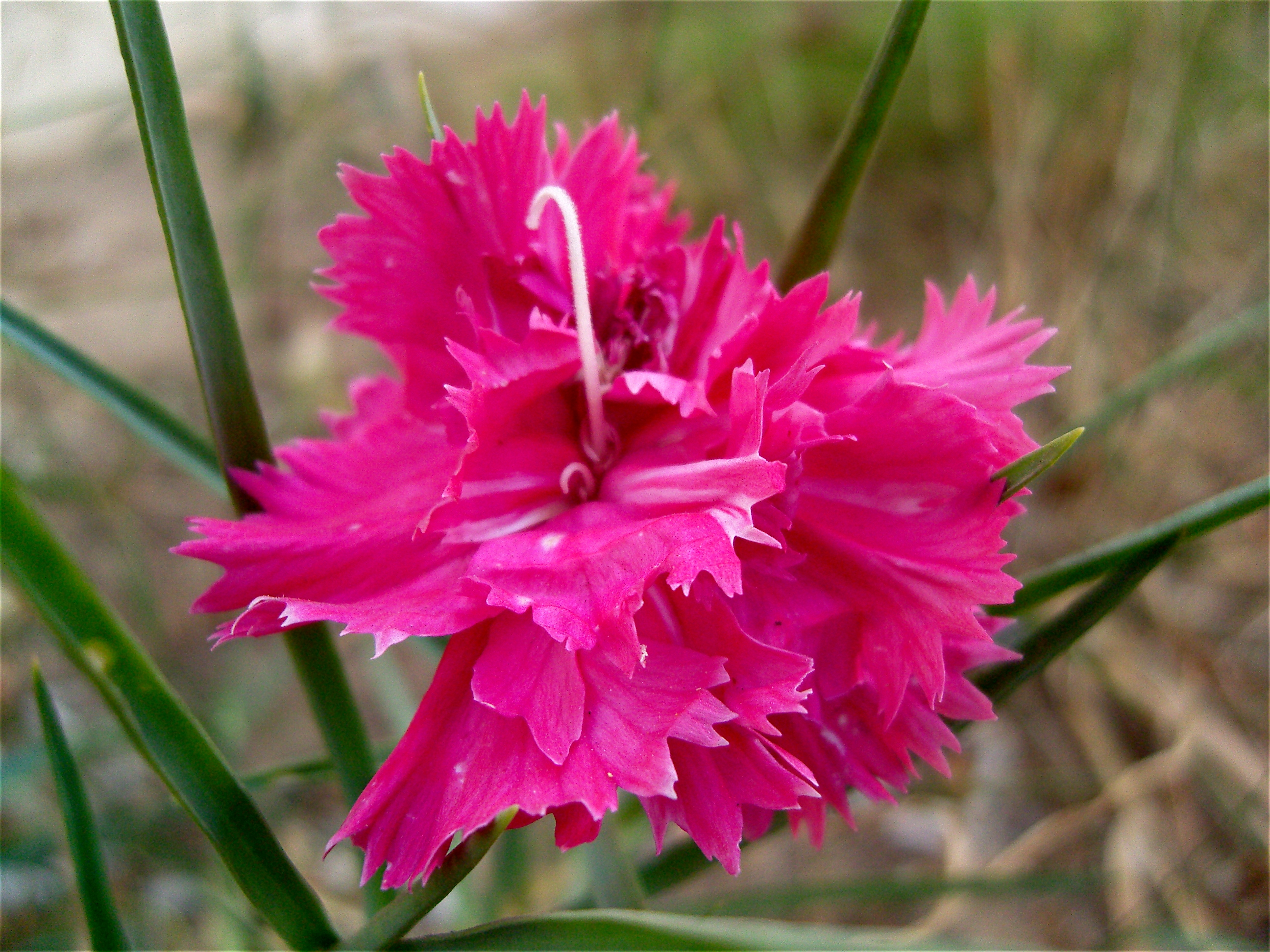
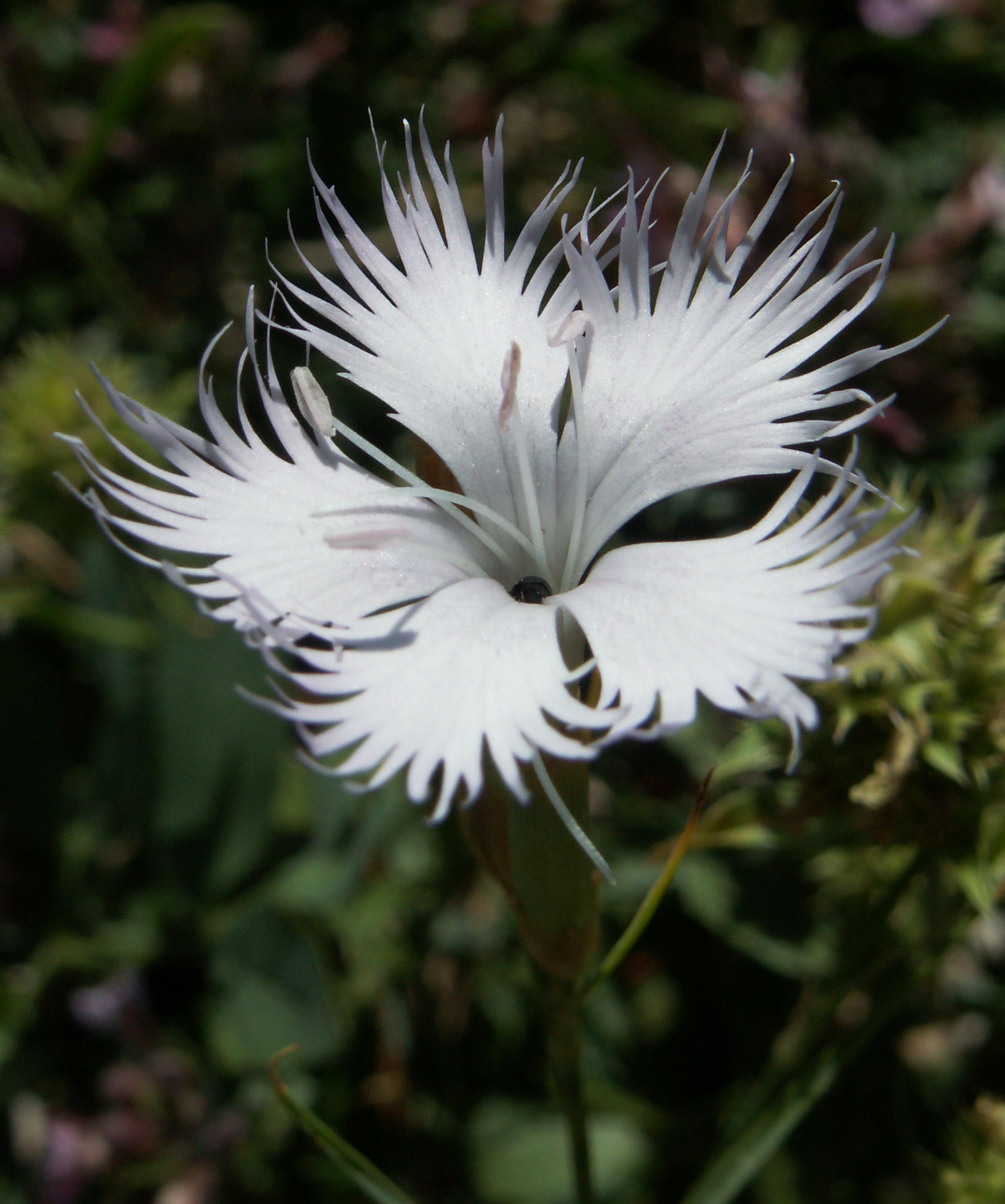
Dianthus monspessulanus
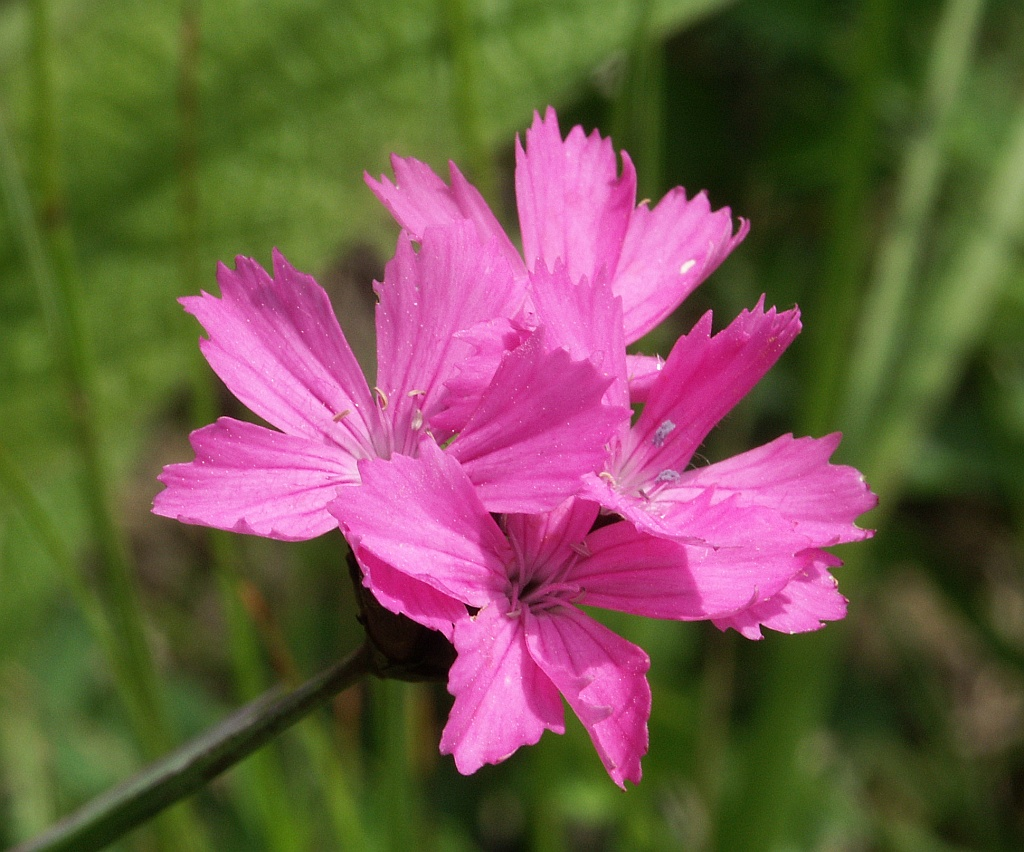
Dianthus carthusianorum
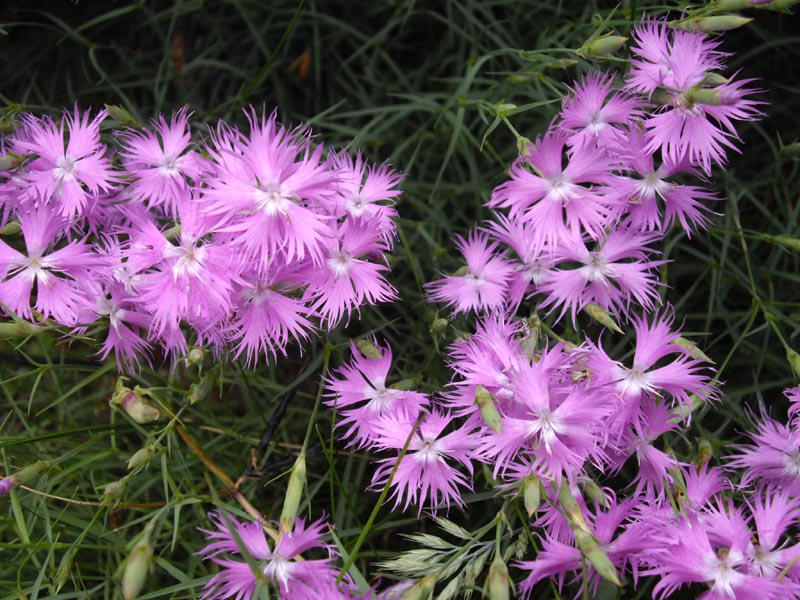
Carnation D. monspessulanus
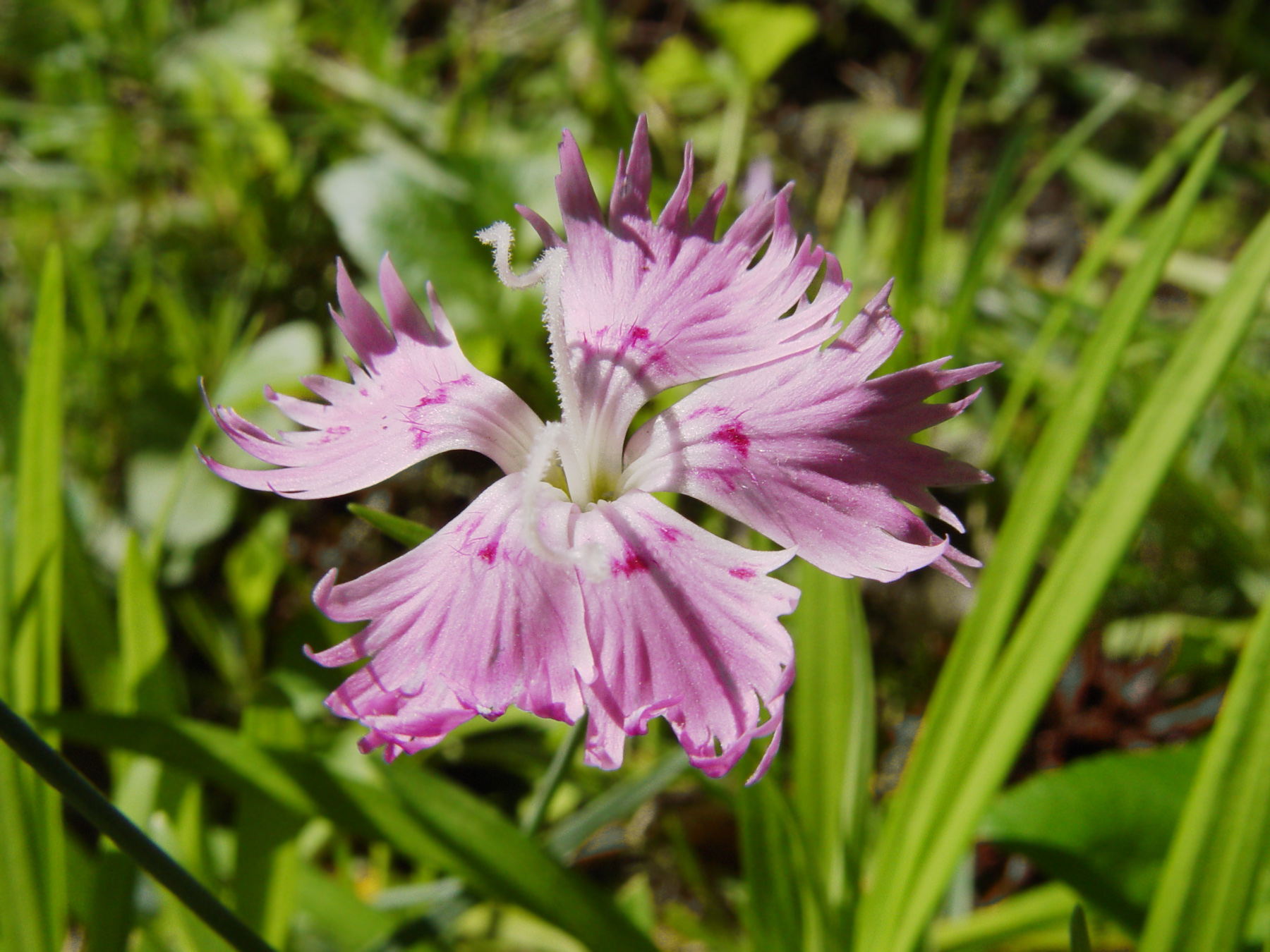
Hoa của cẩm chướng dại (Dianthus plumarius)
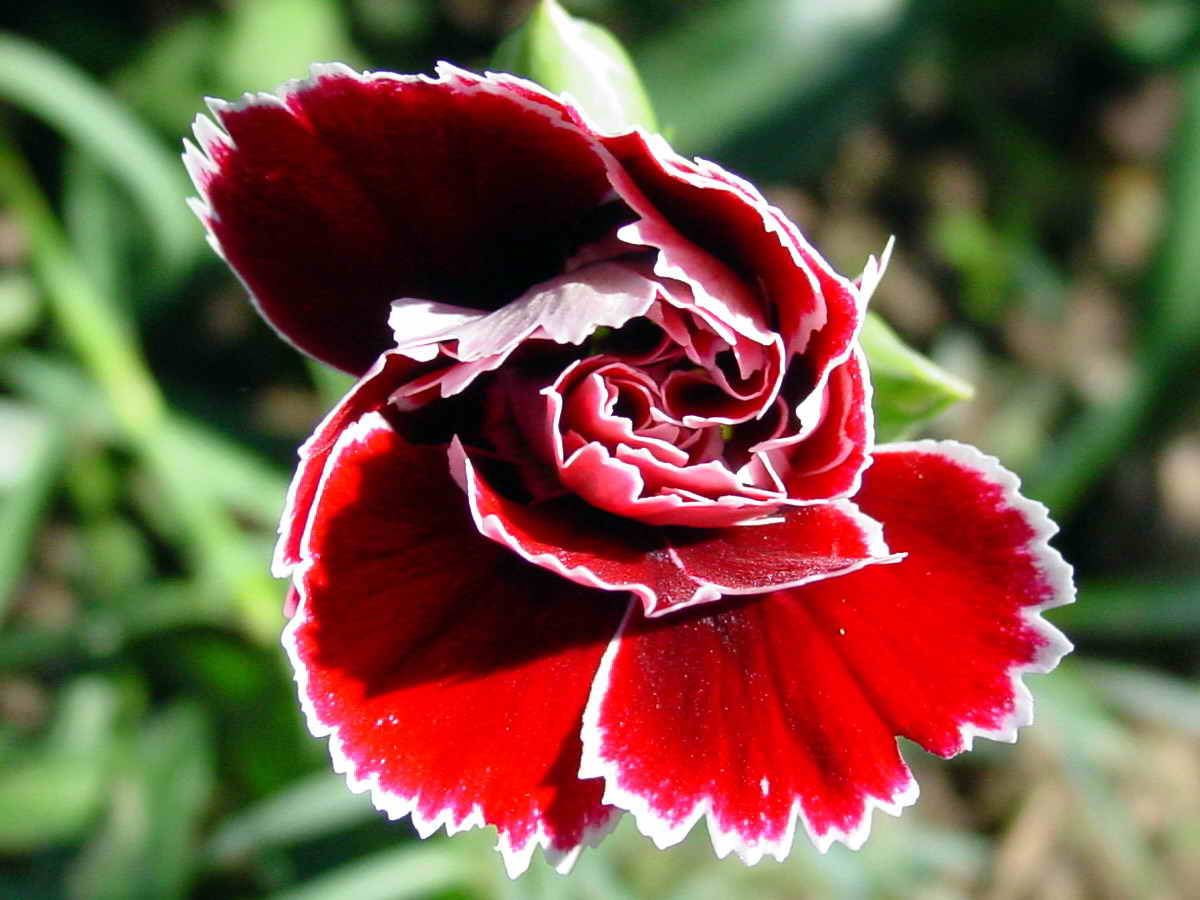
Dianthus caryophylus (red)
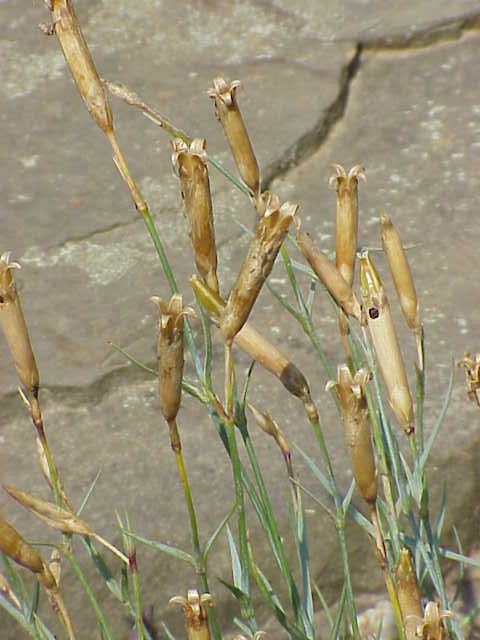
D.caryophyllus seed heads
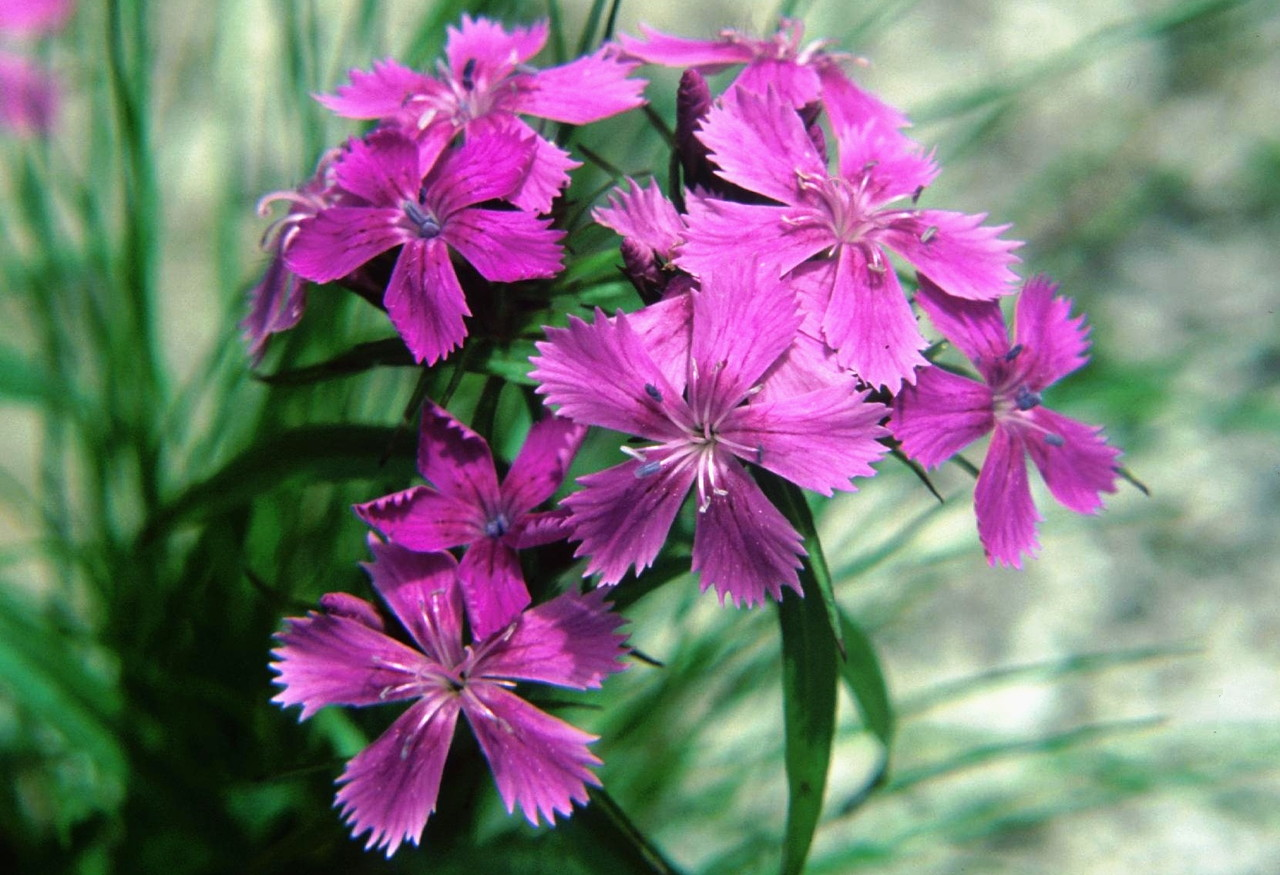
Dianthus shinanensis